# 國松淳和賞
國松淳和賞（くにまつじゅんわしょう）は、内科医國松淳和により毎年年末に選考される、「傑作なのにその割に見すごされ、実用書などには売り上げは及ばずベストセラーとかには縁がなかった医学書、あるいは本来はもっと売れていい医学書」に与えられる賞。

## 第1回（2020年）

### 受賞
- 『腹痛の「なぜ？」がわかる本』腹痛を「考える」会 著。医学書院。2020年。ISBN 978-4-260-03836-2 。

### 候補
- 『高齢者のための高血圧診療』名郷直樹 著、岩田健太郎 監修。丸善出版。2020年。ISBN 978-4-621-30501-0 。

- 『精神症状から身体疾患を見抜く』尾久守侑 著、内田裕之・國松淳和 監修。金芳堂。2020年。ISBN 978-4-7653-1821-1 。

- 『本質の寄生虫 臨床医のための寄生虫感染症』岩田健太郎 著。中外医学社。2020年。ISBN 978-4-498-02128-0 。

## 第2回（2021年）

### 受賞
- 『専門医からのアドバイス／内診台がなくてもできる女性診療 外来診療からのエンパワメント』池田裕美枝 著。日本医事新報社。2021年。ISBN 978-4-7849-5832-0 。

### 候補
- 『解いて学ぶ！「おとな」の食物アレルギー 思春期〜成人の食物アレルギー４３のＣａｓｅ Ｓｔｕｄｙ』鈴木慎太郎・正木克宜 編著。文光堂。2021年。ISBN 978-4-8306-2062-1 。

- 『サイカイアトリー・コンプレックス 実学としての臨床』尾久守侑 著。金芳堂。2021年。ISBN 978-4-7653-1874-7 。

- 『消化器診療プラチナマニュアル』小林健二 著。メディカル・サイエンス・インターナショナル。2021年。ISBN 978-4-8157-3023-9 。

- 『診察室の陰性感情』加藤温 著。金芳堂。2021年。ISBN 978-4-7653-1869-3 。

- 『ねころんで読めるワクチン 知ってるつもりがくつがえる医療者のためのワクチン学入門書 やさしく学ぶ予防接種のすべて』笠井正志 著。メディカ出版。2021年。ISBN 978-4-8404-7570-9 。

- 『誤嚥性肺炎の主治医力』吉松由貴 著、飛野和則 監修。南山堂。2021年。ISBN 978-4-525-24961-8 。

- 『免疫関連有害事象ｉｒＡＥマネジメント 膠原病科医の視点から』峯村信嘉 著。南山堂。2021年。ISBN 978-4-7653-1864-8 。

- 『すべての臨床医が知っておきたい腸内細菌叢 基本知識から疾患研究、治療まで』内藤裕二 著。羊土社。2021年。ISBN 978-4-7581-2369-3 。

- 『ケースでわかるリウマチ・膠原病診療ハンドブック 的確な診断と上手なフォローのための臨床パール』萩野昇 編。羊土社。2021年。ISBN 978-4-7581-1890-3 。

- 『極論で語る神経内科 第２版』河合真 著、香坂俊 監修。丸善出版。2021年。ISBN 978-4-621-30577-5 。

- 『オールインワン経験症例を学会・論文発表するＴｉｐｓ』見坂恒明 著。金芳堂。2020年。ISBN 978-4-7653-1848-8 。

- 『虜になる循環の生理学 循環とは何か？』中村謙介 著。三輪書店。2020年。ISBN 978-4-89590-702-6 。

## 第3回（2022年）

### 受賞
- 『睡眠専門医がまじめに考える睡眠薬の本』河合真 著。丸善出版。2022年。ISBN 978-4-621-30749-6 。

### 候補
- 『ジェネラリストが知りたい膠原病のホントのところ』竹之内盛志・萩野昇 著。メディカル・サイエンス・インターナショナル。2021年。ISBN 978-4-8157-3035-2 。

- 『外来で診る“わかっちゃいるけどやめられない”への介入技法 動機づけ面接入門編』清水隆裕 著。メディカル・サイエンス・インターナショナル。2022年。ISBN 978-4-8157-3041-3 。

- 『女性内分泌 みえる！わかる！』岩瀬明・平池修・太田邦明 編集。メジカルビュー社。2022年。ISBN 978-4-7583-2127-3 。

- 『骨代謝マーカーハンドブック』日本骨粗鬆症学会骨代謝マーカー検討委員会 編集。日本骨粗鬆症学会。2022年。ISBN 978-4-7792-2598-7 。

- 『トラブルを未然に防ぐカルテの書き方』吉村長久・山崎祥光 編集。医学書院。2022年。ISBN 978-4-260-04806-4 。

- 『消化器疾患のゲシュタルト』中野弘康 編著。金芳堂。2022年。ISBN 978-4-7653-1905-8 。

- 『速考！脊椎外来診療エッセンス』中村博亮 編集。南江堂。2022年。ISBN 978-4-524-23193-5 。

- 『Ｃｏｍｍｏｎ Ｄｉｓｅａｓｅｓ Ｕｐ ｔｏ ｄａｔｅ （適々斎塾指南書）』板金広・上田剛士・矢吹拓 編。南山堂。2022年。ISBN 978-4-525-21071-7 。

- 『絵でわかる漢方処方』佐藤弘・木村容子 監修、漢方スクエア編集部 編著。南山堂。2022年。ISBN 978-4-525-47191-0 。

- 『お母さんを診よう プライマリ・ケアのためのエビデンスと経験に基づいた女性診療 改訂２版』中山明子・西村真紀 編集。南山堂。2022年。ISBN 978-4-525-20302-3 。

- 『不安症と双極性障害 コモビディティに学ぶ』貝谷久宣・加藤忠史・佐々木司 編。新興医学出版社。2022年。ISBN 978-4-88002-921-4 。

## 第4回（2023年）

### 受賞
- 『救急外来でコミュニケーションに困ったとき読む本』舩越 拓 編著。中外医学社。2023年。ISBN 978-4-498-16648-6 。

### 候補
- 『臨床に役立つ神経解剖のツボ その症状はこう読み解く！』 ワレン　バージャー・ジョン バージャー 著、上田 剛士　監訳、丸山 尊 訳。メディカル・サイエンス・インターナショナル。2023年。ISBN 978-4-8157-3063-5 。

- 『Ｇｅｎｅｒａｌ Ｒａｄｉｏｌｏｇｙ画像診断演習 Ｐｅａｒｌｓ ａｎｄ Ｐｉｔｆａｌｌｓ』木口 貴雄・井上 明星・黒川 遼 著。Gakken。2023年。ISBN 978-4-7809-0959-3 。

- 『神経症状の診かた・考えかた Ｇｅｎｅｒａｌ Ｎｅｕｒｏｌｏｇｙのすすめ 第３版』福武 敏夫著。医学書院。2023年。ISBN 978-4-260-05103-3 。

- 『自己免疫性脳炎・関連疾患ハンドブック』下畑 享良 著。金芳堂。2023年。ISBN 978-4-7653-1956-0 。

- 『偽者論』尾久守侑 著。金原出版。2022年。ISBN 978-4-307-10221-6 。

- 『急性腹症の診断レシピ 病歴・身体所見・ＣＴ』窪田 忠夫 著。医学書院。2023年。ISBN 978-4-260-04974-0 。

- 『Ｊ−ＩＤＥＯ Ｖｏｌ．７Ｎｏ．３（２０２３Ｍａｙ） Ｓｐｅｃｉａｌ Ｔｏｐｉｃ膠原病と感染症』萩野 昇 著。中外医学社。2023年。ISBN 978-4-498-92039-2 。

- 『Ｊ−ＩＤＥＯ Ｖｏｌ．７Ｎｏ．４（２０２３Ｊｕｌｙ） Ｓｐｅｃｉａｌ Ｔｏｐｉｃ急増する非結核性抗酸菌（ＮＴＭ）症にそなえよ』倉原 優 著。中外医学社。2023年。ISBN 978-4-498-92040-8 。

- 『みてわかる！ニキビ診療虎の巻』黒川 一郎・乃木田 俊辰・野村 有子 著。南江堂。2023年。ISBN 978-4-524-23394-6 。

- 『解剖から理解する頚椎診療』遠藤 健司・三原 久範 編著。日本医事新報社。2023年。ISBN 978-4-7849-5789-7 。

- 『患者の意思決定にどう関わるか？ ロジックの統合と実践のための技法』尾藤 誠司 著。医学書院。2023年。ISBN 978-4-260-05330-3 。

- 『はじめての精子学』柴原 浩章 編著。中外医学社。2023年。ISBN 978-4-498-16048-4 。

## 第5回（2024年）

### 受賞
- 『シャルコーノート』駒ヶ 嶺朋子 著。中外医学社。2024年。ISBN 978-4-498-42824-9 。

### 候補
- 『ここからはじめる輸液・電解質管理：「わかる」から「できる」へステップアップ』辻本哲郎 著。南江堂。2024年。ISBN 978-4-524-21068-8 。

- 『みんなの脳神経内科　Ver.2』山本大介 著。中外医学社。2024年。ISBN 978-4-498-32873-0 。

- 『医師のための処方に役立つ薬理学　診療が変わる！薬の考え方と使い方』笹栗 俊之 著。羊土社。2024年。ISBN 978-4-7581-2417-1 。

- 『機能性神経障害診療ハンドブック　 脳神経内科，精神科，総合診療科のギャップを埋める！極める！』下畑 享良 著。中外医学社。2024年。ISBN 978-4-498-42816-4 。

- 『ひとりでも書ける症例報告 クリニカルピクチャー論文のすすめ』鹿野 泰寛 著。中外医学社。2024年。ISBN 978-4-498-10924-7 。

- 『今夜からもう困らない！夜の症状緩和』平山 貴敏　五十嵐 江美　佐々木 千幸　田上 恵太 編。南江堂。2024年。ISBN 978-4-524-20476-2 。

- 『在宅医のアタマの中が見える！　在宅医療の道しるべ』横林 賢一 著。金芳堂。2024年。ISBN 978-4-7653-2001-6 。

- 『小児栄養のトリセツ』鳥井 隆志 著。金原出版。2024年。ISBN 978-4-307-17083-3 。

- 『式から読み解く　臨床に役立つ生理学』田邊 翔太 著。中外医学社。2024年。ISBN 978-4-498-00106-0 。